# Rasa de Pujols
La Rasa de Pujols, dita també la Rasa dels Pujols, és un torrent que, en confluir per la dreta amb la Rasa de Ventolra, dona origen a la Rasa de Sociats. Fa el tram inicial del seu curs pel terme municipal de Navès i el tram final pel d'Olius.

## Municipis per on passa
Des del seu naixement, la Rasa de Pujols passa successivament pels següents termes municipals.
|                                      | Longitud (en m.) | % del recorregut |
| ------------------------------------ | ---------------- | ---------------- |
| Per l'interior del municipi de Navès | 2.256            | 56,44%           |
| Per l'interior del municipi d'Olius  | 1.741            | 43,56%           |

## Xarxa hidrogràfica

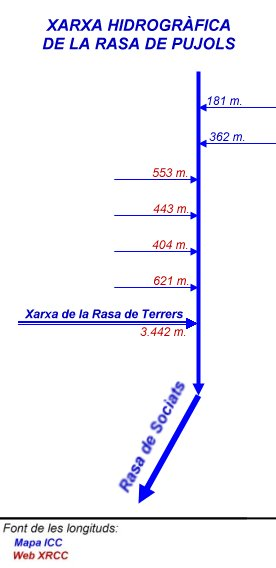
Xarxa hidrogràfica de la Rasa de Pujols

La xarxa hidrogràfica de la Rasa de Pujols està integrada per 12 cursos fluvials (7 de primer nivell de subsidiarietat i 4 de 2n nivell) que sumen una longitud total de 10.003 m.
El vessant dret de la conca consta de 9 cursos fluvials que sumen una longitud de 5.463 m. mentre que el vessant esquerre inclou tan sols 2 cursos fluvials que sumen una longitud de 543 m.

### Distribució per termes municipals
| Municipi | Longitud que hi transcorre |
| -------- | -------------------------- |
| Navès    | 5.959 m.                   |
| Olius    | 4.044 m.                   |

### Per la dreta
- La Rasa de Terrers

## Mapa del seu curs
- Mapa de l'ICC